# Bratwurst

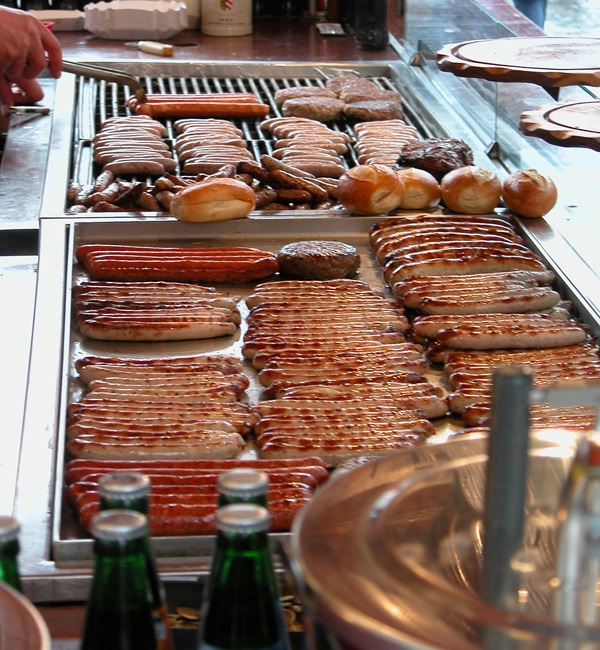
Las salchichas Bratwurst son uno de los productos más conocidos de la Gastronomía de Alemania.

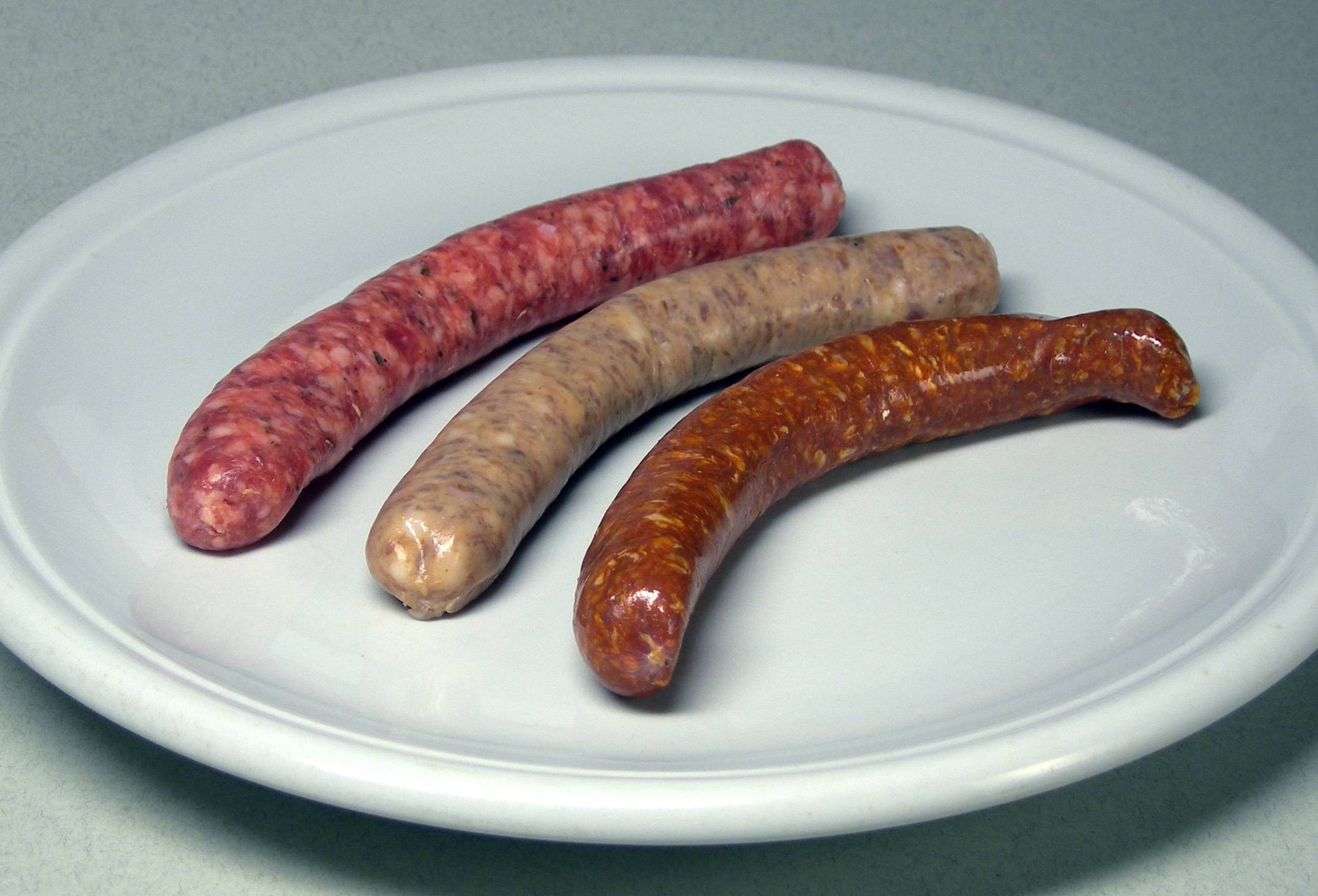
Salchicha francesa de carne de pato (izquierda), salchicha italiana Bratwurst de carne de cerdo (centro) y el marroquí merguez de carne de cordero (derecha), crudas...

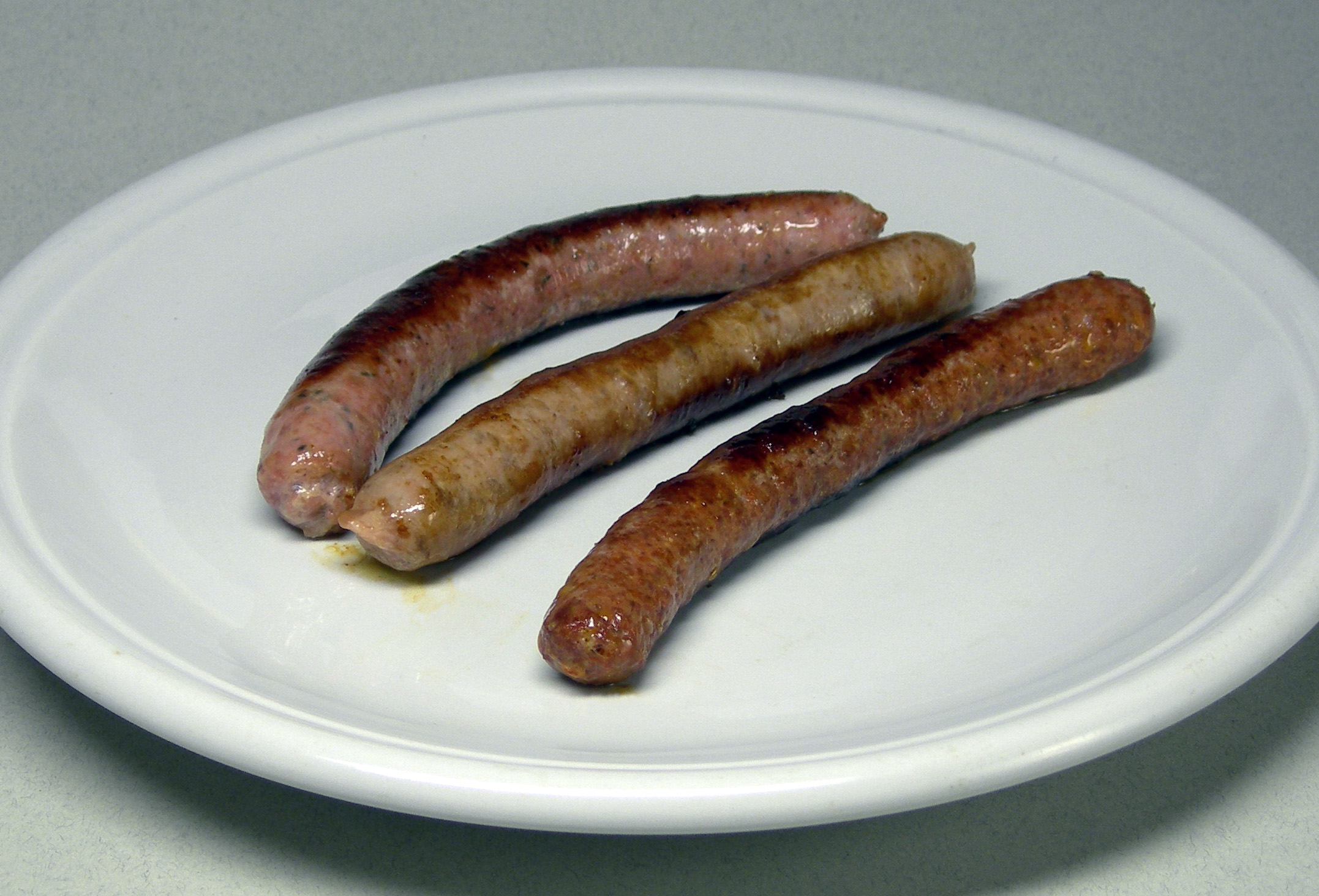
... y asadas.

El concepto de Bratwurst abarca un buen número de salchichas y embutidos de origen alemán. La mayoría de ellas se elabora con carne de cerdo y están embutidas en tripa natural. Todas ellas se pueden freír en una sartén o asar en una parrilla.

## Nombre
"Bratwurst" (también conocido como salchichas alemanas-) no procede del verbo braten (freír o asar a la parrilla), sino de Brät (del antiguo alto alemán brāto), un tipo de carne picada. El término puede servir para denominar diferentes tipos de salchichas, incluyendo la Dosenwurst (salchichas envasadas en lata). Las Bratwürste fritas o hechas a la parrilla se pueden llamar Rostbratwurst, Roster, Grillwurst o Griller para distinguirlas mejor.
En algunos lugares se les llama salchichas parrilleras para distinguirlas de las salchichas escaldadas (Brühwurst), las cuales vienen ya cocidas y solo basta con pasarlas unos minutos por agua hirviendo.

## Especialidades regionales
En las comarcas de Franconia y Turingia, la Bratwurst tiene una fuerte tradición y en estas zonas se considera un plato muy especial. La mayoría de la carne empleada es de cerdo y en algunos casos se suele llevar a cabo una minuciosa selección de carnes para la elaboración de la Bratwurst. Las salchichas crudas deben comerse a más tardar un día después de haberse producido. En algunos casos se elaboran con carne de ternera, pero las leyes alemanas sobre alimentación exigen que no debe sobrepasar el 50% de su peso. La ciudad de San Galo (Suiza) es muy conocida por tener como especialidad unas salchichas Bratwurst de ternera, cuya fama hace que sea conocida en la comarca con el sobrenombre de "ciudad-Bratwurst".
Las salchichas Bratwurst se suelen acompañar en un plato con Sauerkraut (chucrut) o con Kartoffelsalat (ensalada de patatas); en los puestos de la calle se añade al plato un panecillo (Brötchen). Se suelen tomar, dependiendo del gusto del comensal, con mostaza (Senf), Kétchup o pasta de rábanos picantes. Otra especialidad son las denominadas Sauren o Blauen Zipfel, que están cocidas dentro de un caldo de vinagre y cebolla.

## Tipos

### Thüringer Rostbratwurst

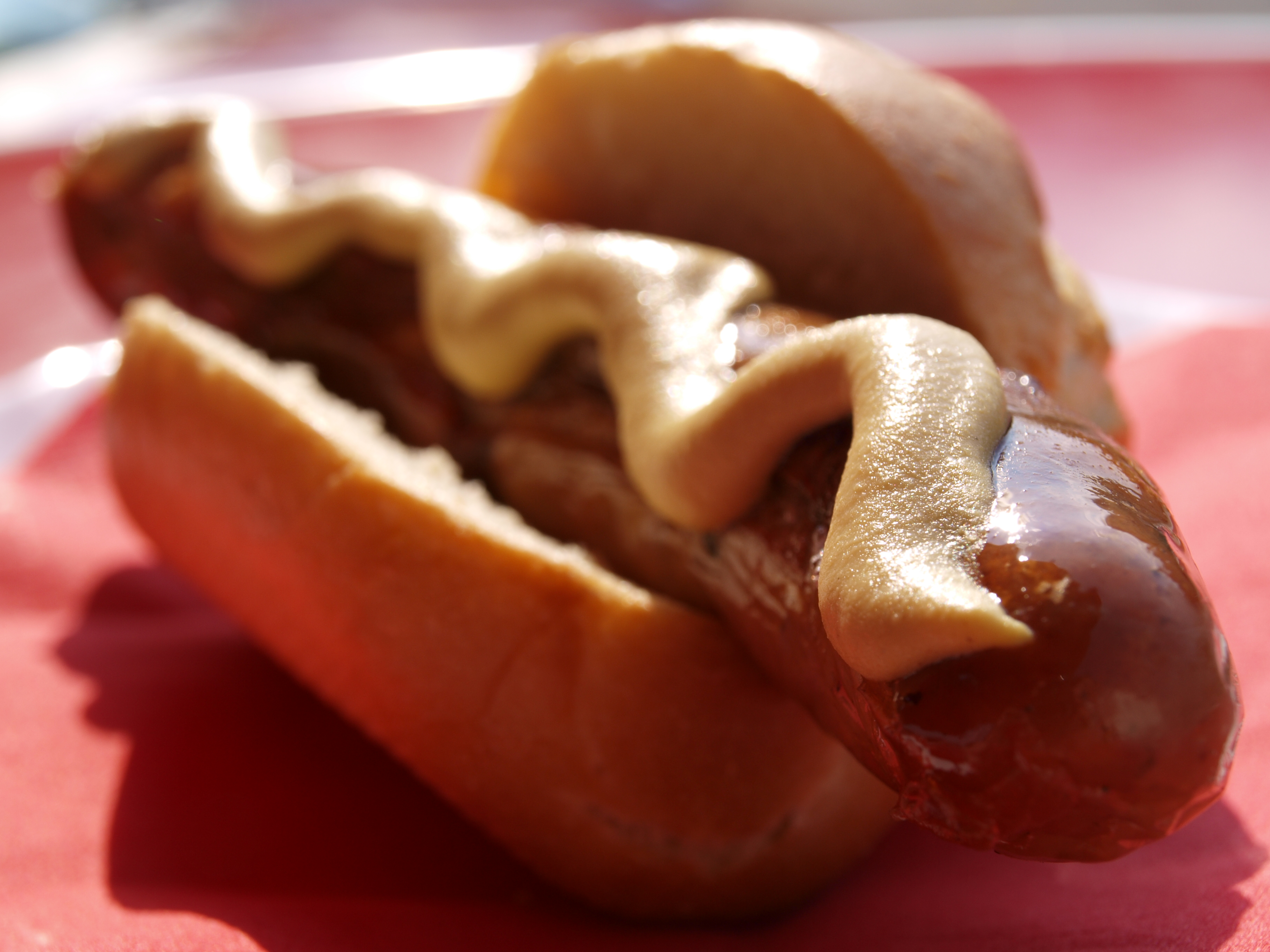
Thüringer Rostbratwurst

Esta Thüringer Rostbratwurst proveniente de la comarca de Erfurt (Turingia) es considerada una de las más deliciosas[cita requerida], aunque su composición es un secreto. Se sabe que está compuesta de carne picada de cerdo y diversas especias, entre ellas el alcaravea y mejorana. La primera vez que se nombra esta salchicha es en la cuenta de un carnicero que data del 22 de mayo de 1404, que refleja la compra de un convento de monjas.
Esta salchicha se encuentra regulada por las leyes de la Unión Europea desde el 6 de enero de 2004: solo se puede denominar así una salchicha que mida entre 15 y 20 cm y esté embutida en un intestino natural, bien sea cruda o hervida, y con una cantidad determinada de condimentos. Se prepara asada sobre una parrilla previamente cubierta de abundante tocino y se sirve sobre un plato de madera.
Se comercializan en Europa, en las tiendas de vegetarianos, versiones de esta salchicha elaboradas con seitán.

### Nürnberger Rostbratwurst
Se disputa con la Thüringer Rostbratwurst la antigüedad de 600 años. La Nürnberger Rostbratwurst es la salchicha de la ciudad de Núremberg, que se puede encontrar en casi todos los puestos callejeros y restaurantes de la ciudad. Debe su fama a su reducido tamaño: debe medir entre 7 y 9 cm y pesar de 20 a 25 g.

### Bratwürsteargentinos
En Argentina es frecuente acompañar los asados y parrilladas con alargadas salchichas "criollas" rellenas con carne de cerdo y vaca y especias como el pimentón, estas salchichas criollas argentinas son casi idénticas a los Bratwürste de cerdo alemanes y más a sus derivados españoles e italianos

### Bratwürsteestadounidenses
Hay una gran industria de Bratwurst en los Estados Unidos, siendo el mayor fabricante Johnsonville, con sede en Wisconsin, estado que cuenta con una amplia población de origen alemán.
- Datos: Q899882
- Multimedia: Bratwürste / Q899882